# Fryderyk za album roku muzyka alternatywna
Fryderyk za album roku muzyka alternatywna – polska nagroda muzyczna Fryderyk, przyznawana corocznie w latach 1996–1997, 1999–2012 i od 2015 w sekcji muzyki rozrywkowej w kategorii album roku muzyka alternatywna. Honoruje wykonawców, a w latach 2015–2019 dodatkowo producentów muzycznych, za album muzyki alternatywnej. Fryderyki są przyznawane od 1995 przez Związek Producentów Audio-Video (ZPAV) za osiągnięcia w rodzimym przemyśle muzycznym. Od 2000 za wyłanianie nominowanych, a następnie laureatów odpowiedzialna jest powołana przez ZPAV Akademia Fonograficzna.
Kategoria została wprowadzona podczas trzeciej edycji, Fryderyków 1996. Nie pojawiła się w edycji 1997. W edycjach 2013 i 2014 nie istniała ze względu na wprowadzenie międzygatunkowej kategorii album roku, jednak w edycji 2015 powróciła. Od edycji 2025 regulamin precyzuje, że obejmuje podgatunki: muzyka eksperymentalna, muzyka instrumentalna, muzyka elektroniczna i ambient.
Kategoria nazywała się:
- album roku muzyka alternatywna w edycjach 1995, 1996, od 1998 do 2012 i ponownie od 2025,
- album roku elektronika / indie / alternatywa w edycji 2015 (wówczas honorowała również albumy elektroniczne i indie rockowe),
- album roku elektronika i alternatywa w edycji 2016 (wówczas honorowała również albumy elektroniczne),
- album roku alternatywa w edycjach 2017 do 2024.

W edycji 2019 została utworzona dodatkowa kategoria na pograniczu popu i muzyki alternatywnej, album roku pop alternatywny.
Najwięcej nominacji w kategorii (po 7) otrzymali Emade, Fisz, Pogodno i Wojciech Waglewski. Najwięcej nagród (4) zdobyła Nosowska. Po 3 nagrody wygrali Brodka, Emade, Fisz, Fisz Emade Tworzywo i Lech Janerka, zaś po 2 Raz, Dwa, Trzy, Smolik i Tymon Tymański.

## Laureaci i nominowani
| Rok                                          | Nagrodzony album               | Nagrodzeni artyści | Pozostałe nominacje | Źr.                            |
| Album roku muzyka alternatywna               | Album roku muzyka alternatywna | Album roku muzyka alternatywna | Album roku muzyka alternatywna | Album roku muzyka alternatywna |
| -------------------------------------------- | ------------------------------ | --- | --- | ------------------------------ |
| 1995                                         | Alboom                         | Liroy | - Generation X – Houk - Illusion 3 – Illusion - Kobong – Kobong - The Best Off… – Albert Rosenfield | [ 6 ]                          |

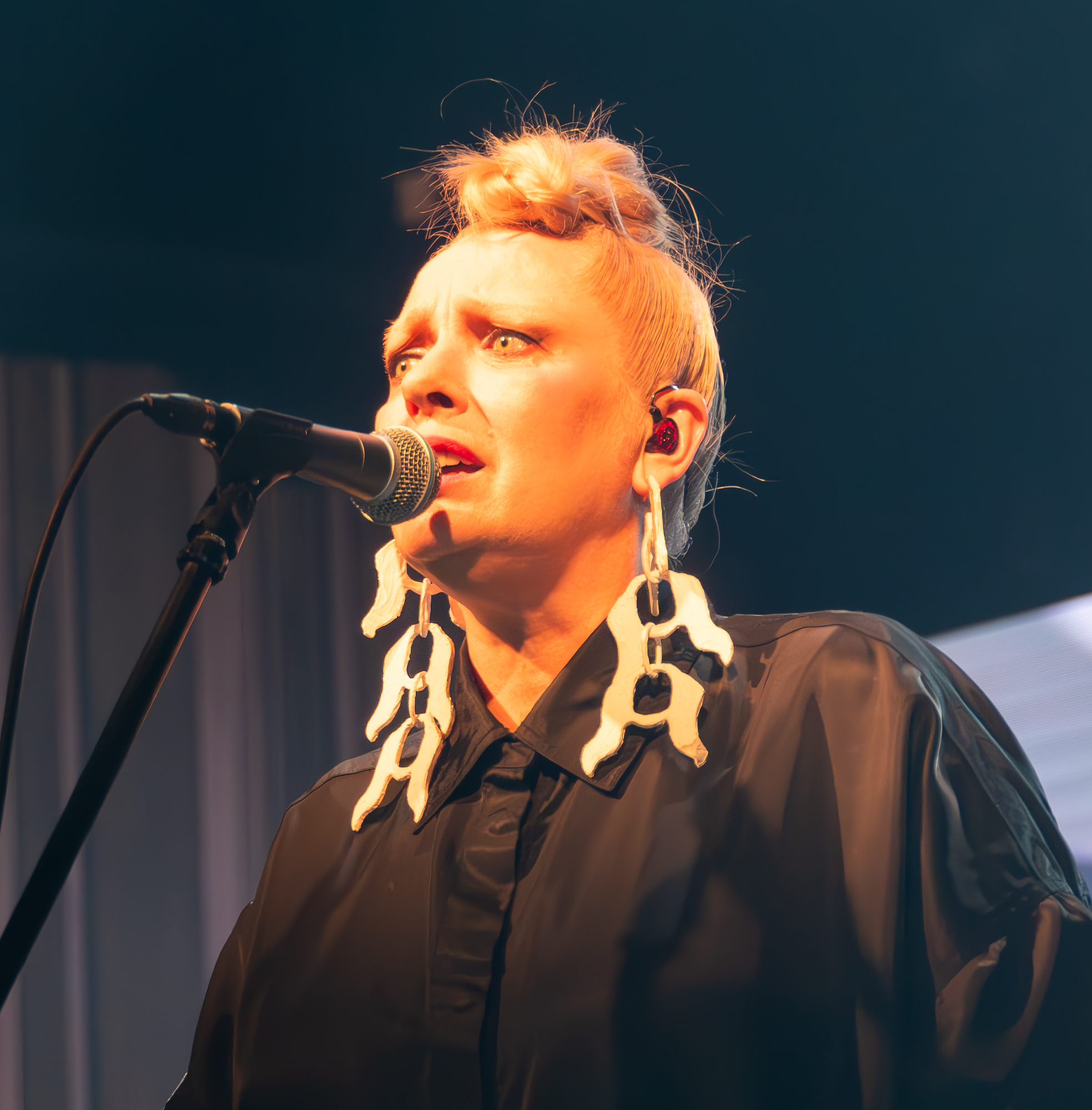
Nosowska, rekordowa czterokrotna laureatka (w 1996, 2000, 2008 i 2019), sześciokrotnie nominowana

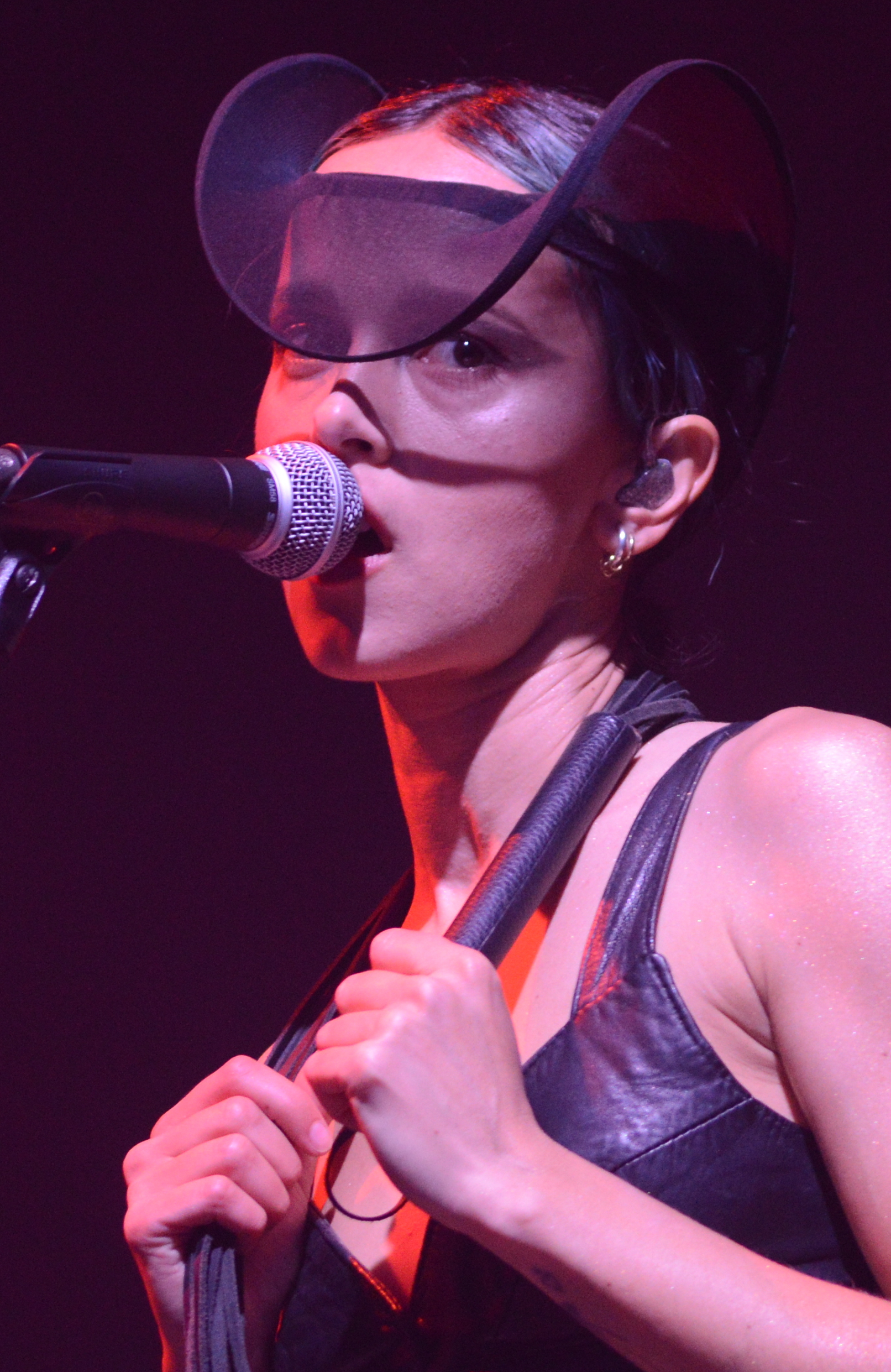
Brodka, trzykrotna laureatka i trzykrotnie nominowana (w 2017, 2019 i 2025)

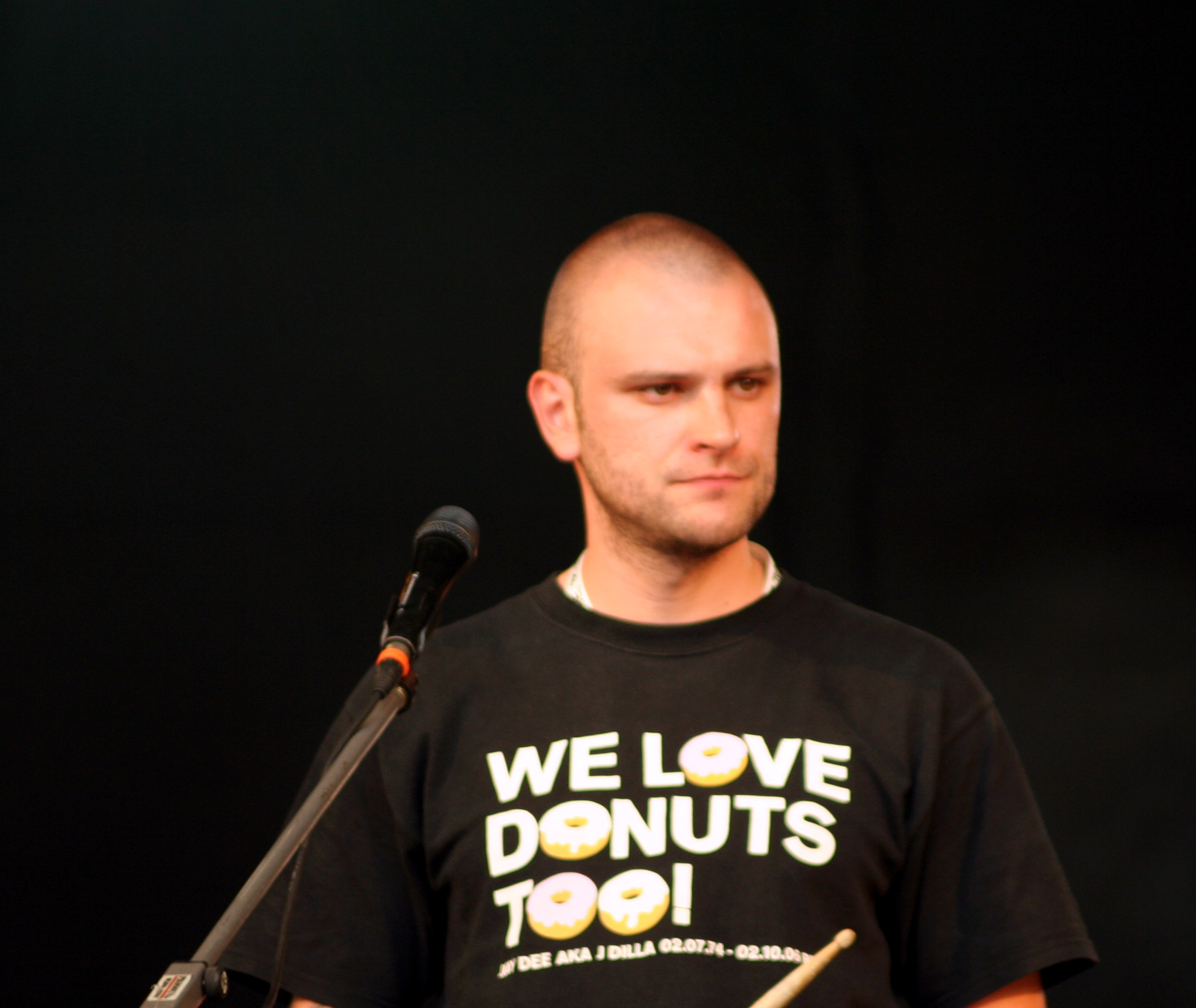
Emade, trzykrotny laureat (z Fisz Emade i Kim Nowak w 2011, z Fisz Emade Tworzywo i jako producent w 2015, z Fisz Emade Tworzywo w 2022), siedmiokrotnie nominowany (jako solista, z Fisz Emade Tworzywo, z Kim Nowak i jako producent)

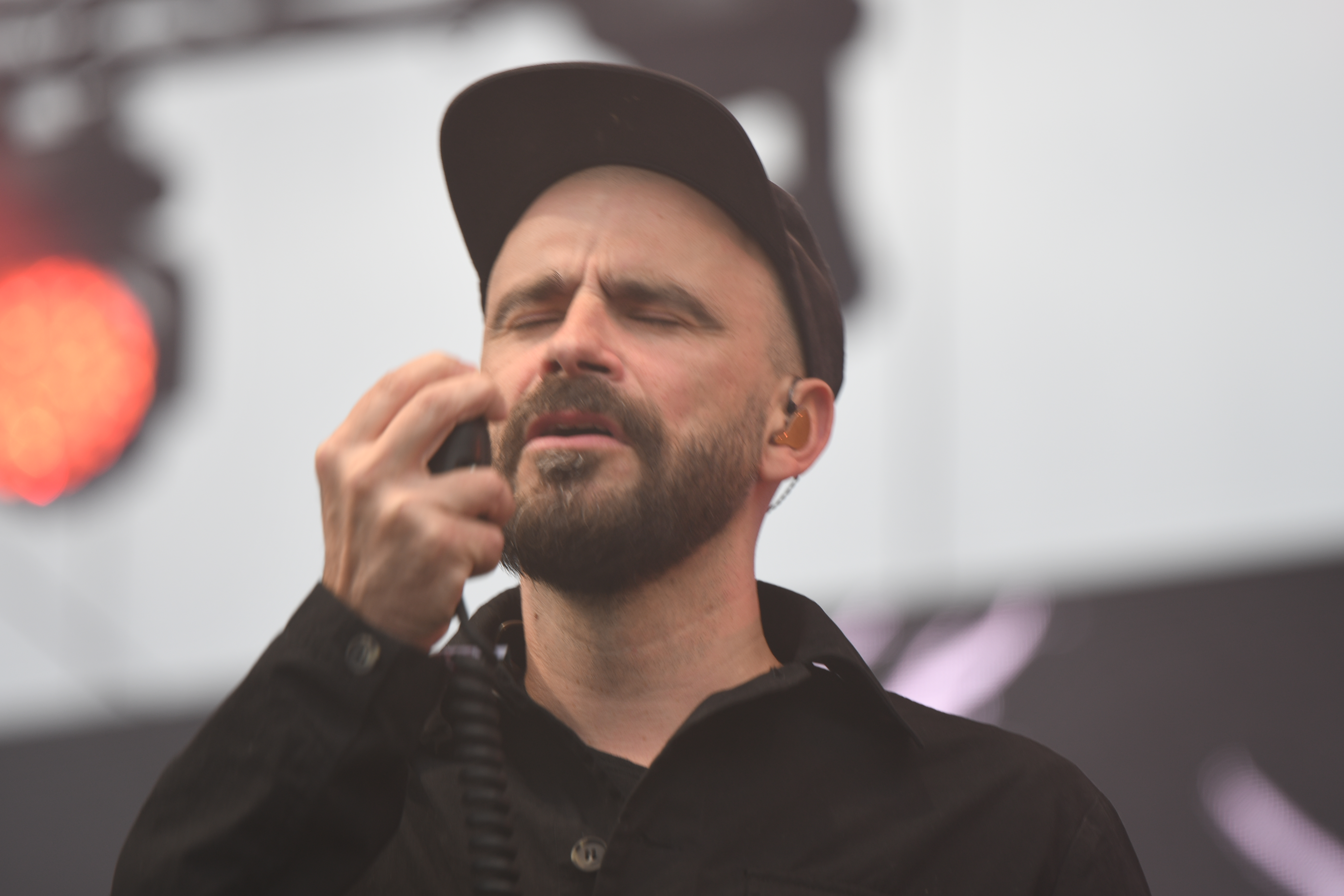
Fisz, trzykrotny laureat (z Fisz Emade i Kim Nowak w 2011, z Fisz Emade Tworzywo w 2015 i 2022), siedmiokrotnie nominowany (jako solista, z Fisz Emade Tworzywo i z Kim Nowak)

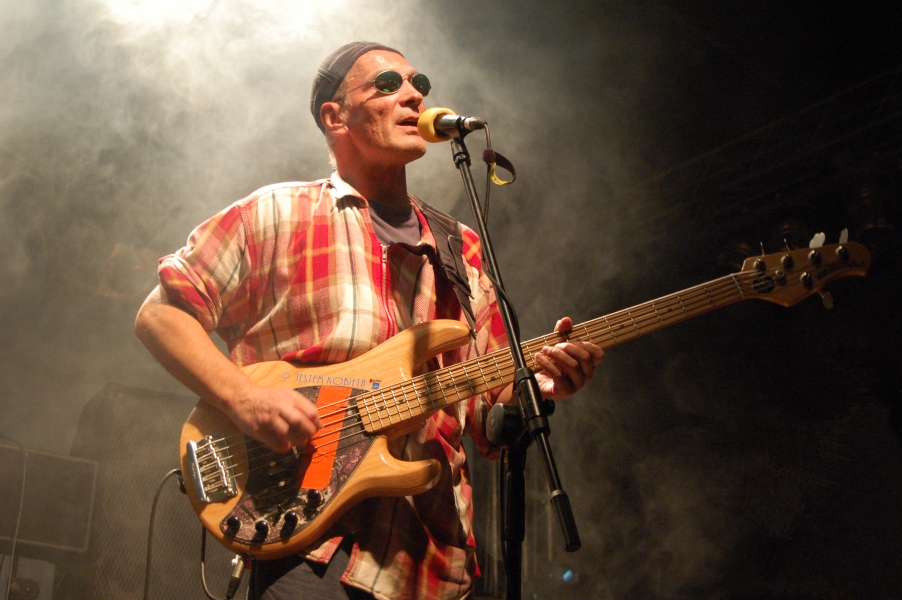
Lech Janerka, trzykrotny laureat i trzykrotnie nominowany (w 2002, 2005 i 2024)

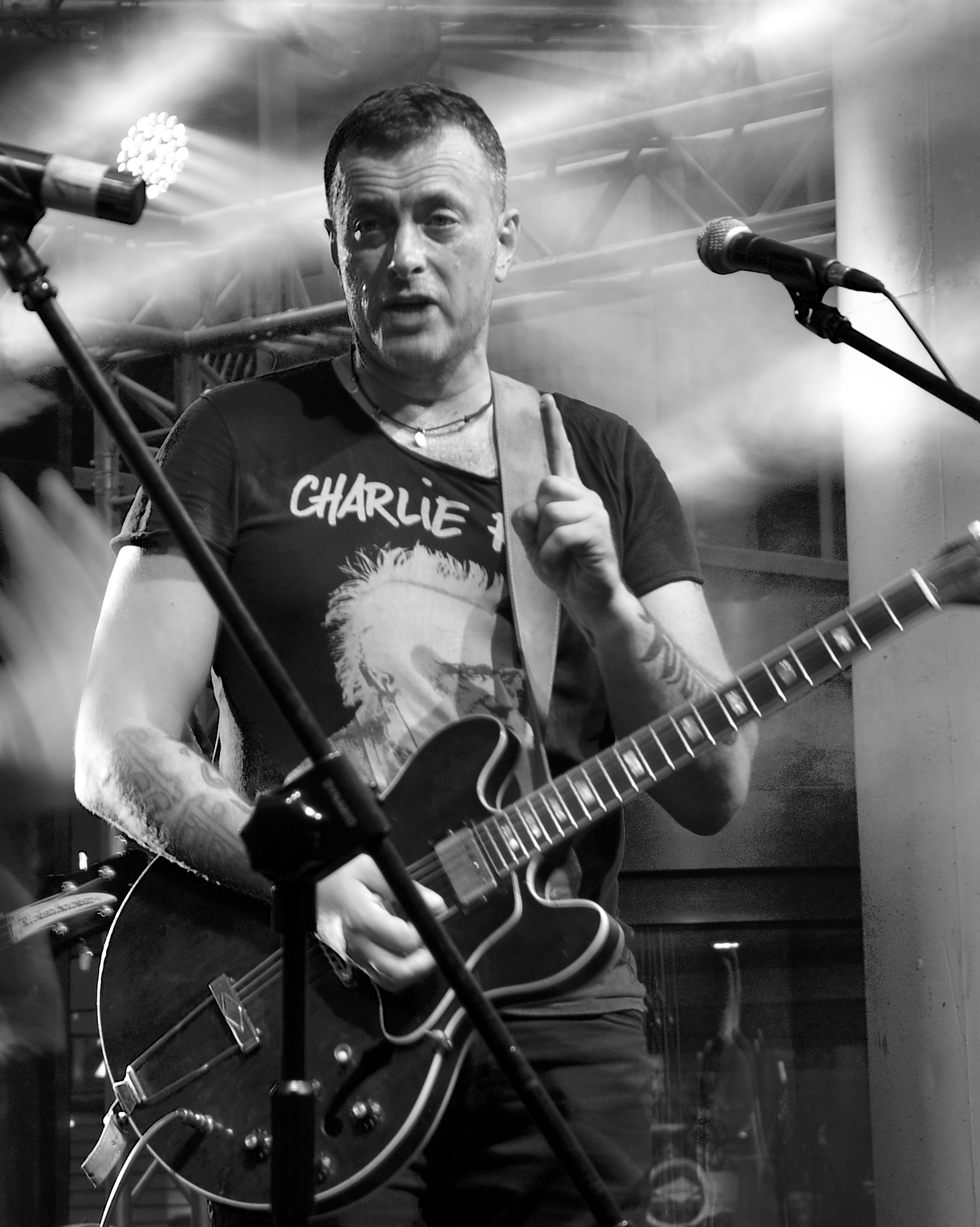
Tymon Tymański, dwukrotny laureat (z Kurami w 1998 i z Tymon & The Transistors w 2010), czterokrotnie nominowany (z Czanem, Kurami i Tymon & The Transistors)

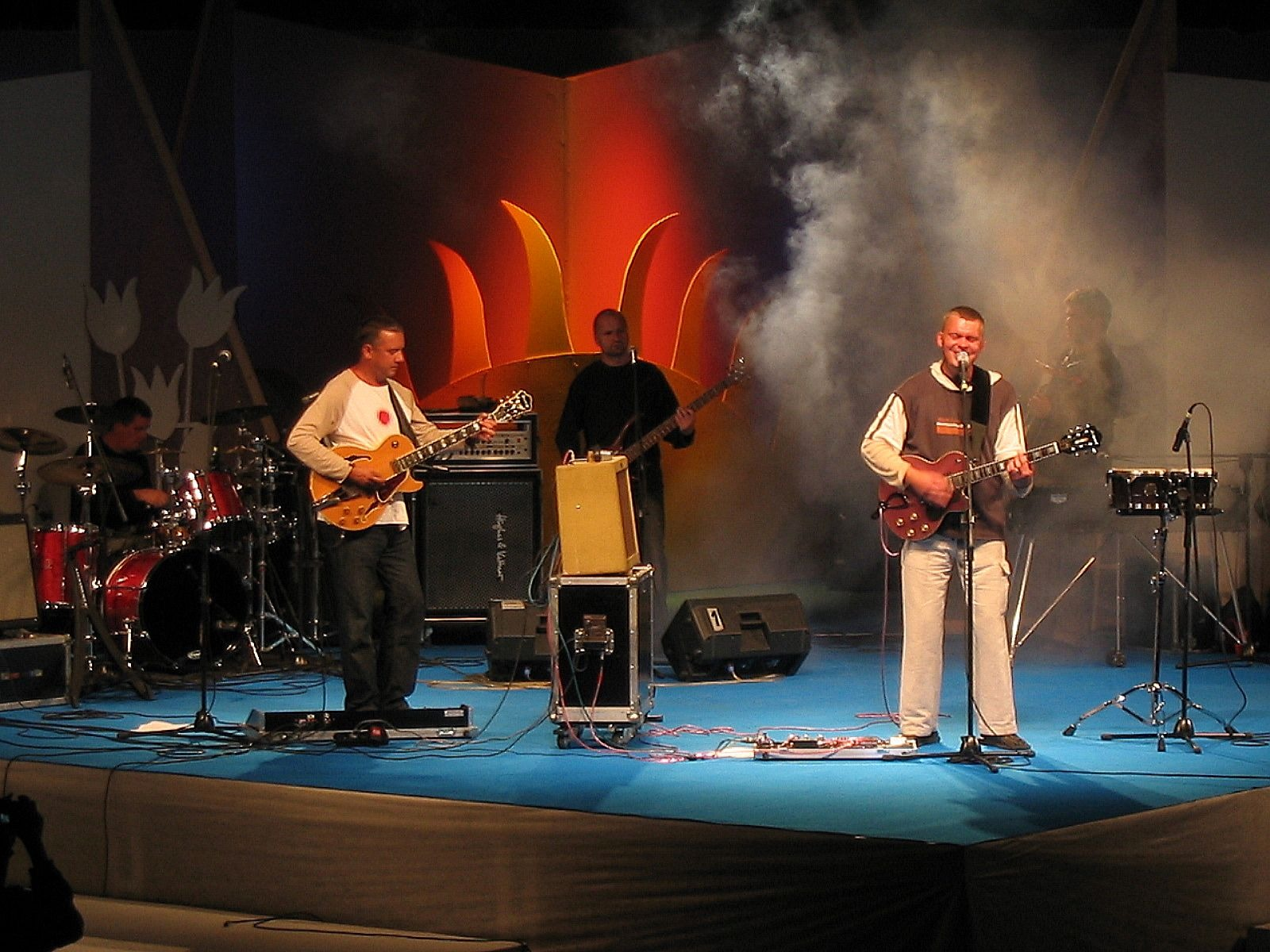
Raz, Dwa, Trzy, dwukrotni laureaci i dwukrotnie nominowani (w 1999 i 2003)

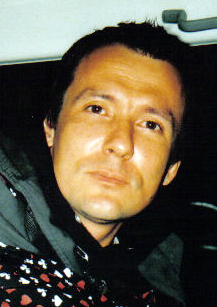
Smolik, dwukrotny laureat i dwukrotnie nominowany (jako solista w 2011, jako solista i producent w 2016)

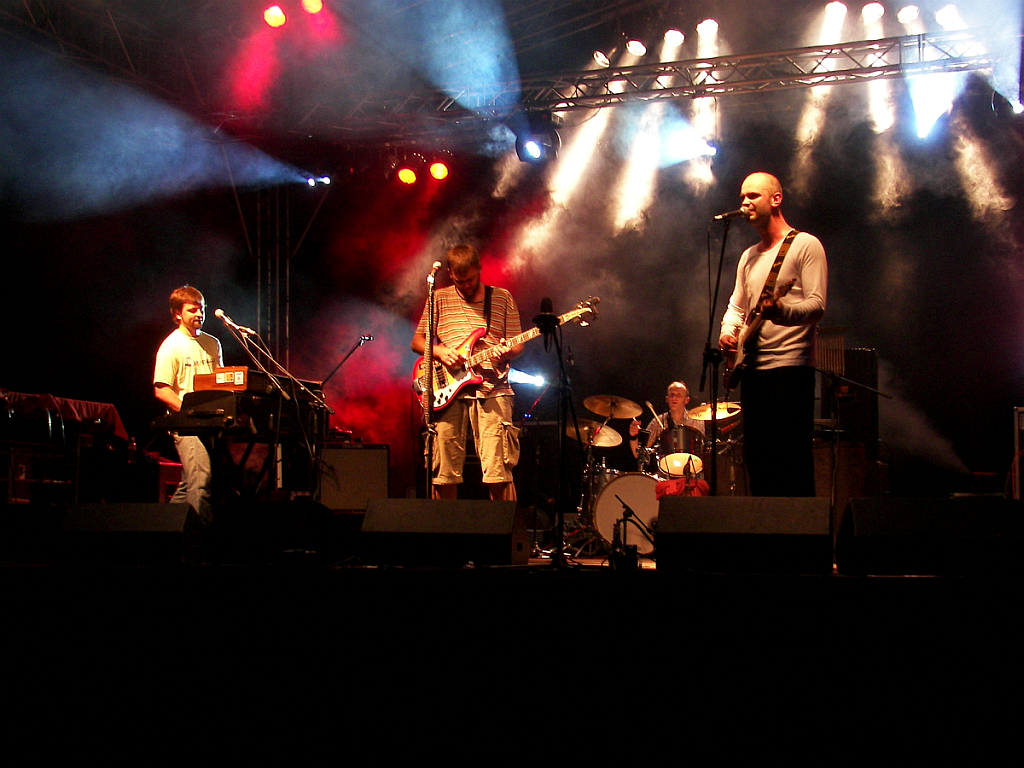
Pogodno, laureaci w 2011, siedmiokrotnie nominowani

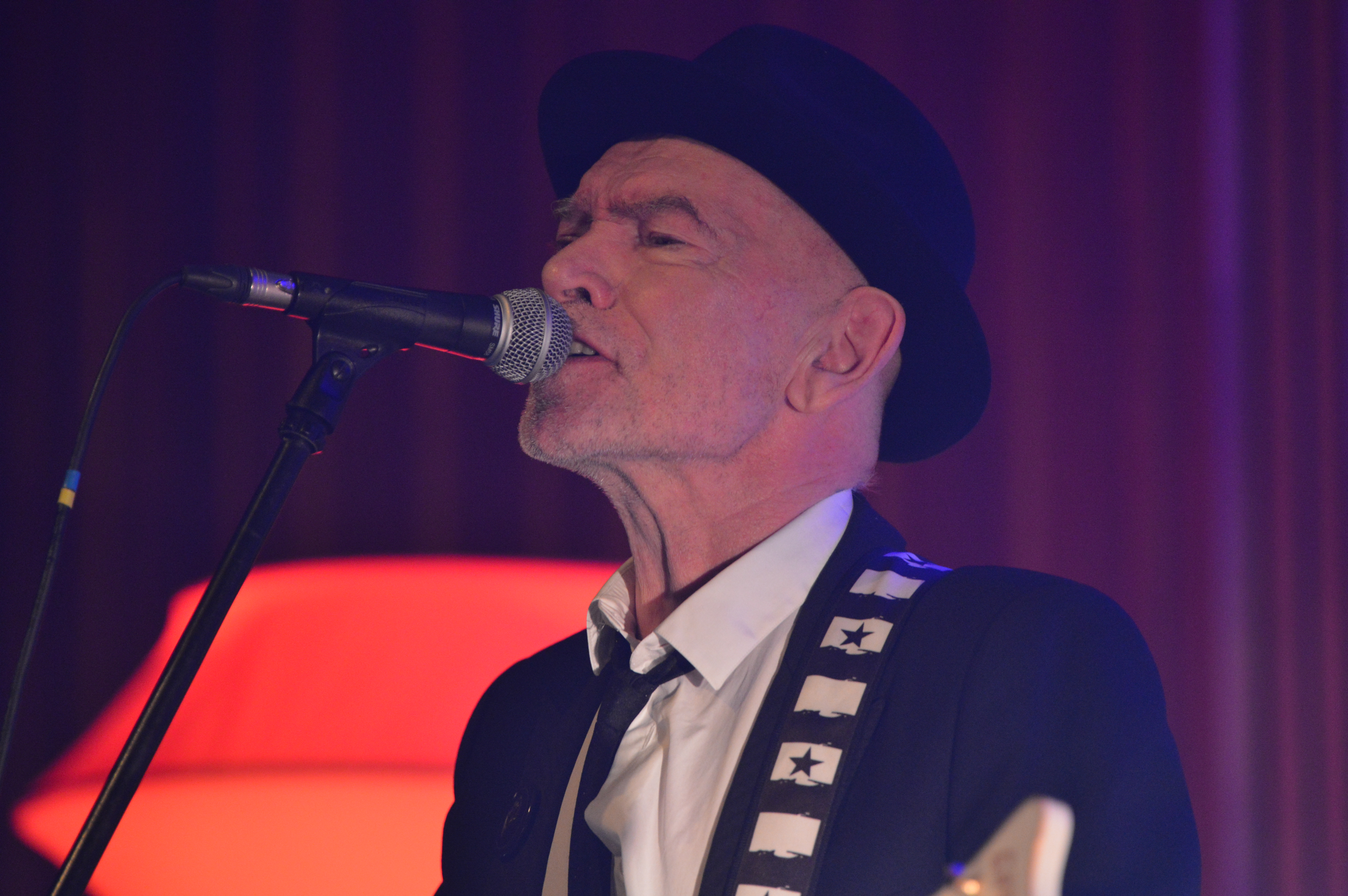
Wojciech Waglewski, laureat w 2011, siedmiokrotnie nominowany (jako solista, z Osjanem, z Voo Voo i jako producent)

| 1996                                         | puk.puk                        | Nosowska | - Bafangoo! część 1 – Liroy - Cacy Cacy Fleischmaschine – Świetliki - Homo Twist – Homo Twist - Księga Tajemnicza. Prolog – Kaliber 44 | [ 7 ]                          |
| 1998                                         | P.O.L.O.V.I.R.U.S.             | Kury | - Milena – Nosowska - Muzyka fruwającej ryby – Osjan - Muzyka od środka – Wojciech Waglewski - Statek kosmiczny Ścianka – Ścianka | [ 8 ]                          |
| 1999                                         | Niecud                         | Raz, Dwa, Trzy | - Golec uOrkiestra 1 – Golec uOrkiestra - Psychopop – Püdelsi - Samsara – Czan - The Wheel – Homosapiens | [ 9 ]                          |
| 2000                                         | Sushi                          | Nosowska | - Li-pa-li – Lipali - Perły przed wieprze – Świetliki | [ 10 ]                         |
| 2001                                         | Uwaga! Jedzie tramwaj          | Lenny Valentino | - Dni wiatru – Ścianka - Sejtenik miuzik & romantik loff – Pogodno - Spodchmurykapelusza – Czesław Niemen - Złe misie – Świetliki | [ 11 ]                         |
| 2002                                         | Fiu fiu…                       | Lech Janerka | - Białe wakacje – Ścianka - Cool Kids of Death – Cool Kids of Death - Pogodno gra Fochmann’a – Hajle Silesia – Pogodno - Toxygen – Oxy.gen | [ 12 ]                         |
| 2003                                         | Trudno nie wierzyć w nic       | Raz, Dwa, Trzy | - 2 – Cool Kids of Death - Tequila – Pogodno - Voo Voo z kobietami – Voo Voo - Wolność słowa – Püdelsi | [ 13 ]                         |
| 2004                                         | Sidney Polak                   | Sidney Polak | - Nielegalny zabójca czasu – Dezerter - Pielgrzymka psów – Pogodno - Wielki ciężki słoń – Tworzywo Sztuczne - Wesele – Tymon & The Transistors | [ 14 ]                         |
| 2005                                         | Plagiaty                       | Lech Janerka | - Fru! – Fisz i Envee - Las putas melancólicas – Świetliki i Bogusław Linda - Miasto mania – Maria Peszek - Powstanie Warszawskie – Lao Che | [ 15 ]                         |
| 2006                                         | Lake & Flames                  | The Car Is on Fire | - 21 – Voo Voo - In – Agressiva 69 - Penny Lane – Penny Lane - Unikat – Renata Przemyk | [ 16 ]                         |
| 2008                                         | UniSexBlues                    | Nosowska | - 41 potencjometrów pana Jana – Czesław Niemen - Karimski Club – Karimski Club - Out – Agressiva 69 - Opherafolia – Pogodno | [ 17 ]                         |
| 2009                                         | Maria Awaria                   | Maria Peszek | - Koniec kryzysu – Pustki - Męska muzyka – Wojciech Waglewski, Fisz i Emade - Plim Plum Plam – Őszibarack - Tesco Value – Czesław Śpiewa | [ 18 ]                         |
| 2010                                         | Bigos Heart                    | Tymon & The Transistors | - Faith, Hope + Fury – Pati Yang - Hat, Rabbit – Gaba Kulka - ŁąkiŁanda – Łąki Łan - Sleepwalk – Konrad Kucz i Gaba Kulka | [ 19 ]                         |
| 2011                                         | Męskie Granie                  | Smolik, Abradab, Maciej Maleńczuk, Wojciech Waglewski, Mitch & Mitch, Pogodno, Fisz Emade, Kim Nowak, DJ Eprom, Oxy.gen, Voo Voo i Michał Jacaszek | - NO! NO! NO! – NO! NO! NO! - Notoryczni debiutanci – Muchy - Wasza Wspaniałość – Pogodno - Who’s Afraid of? – D4D | [ 20 ]                         |
| 2012                                         | June                           | Julia Marcell | - 8 – Nosowska - Baaba Kulka – Baaba i Gaba Kulka - Plan ewakuacji – Cool Kids of Death - Republika 69 – Agressiva 69 | [ 21 ]                         |
| Album roku elektronika / indie / alternatywa |                                | | |                                |
| 2015                                         | Mamut                          | Fisz Emade Tworzywo - produkcja: Emade | - Brzask – Skubas - produkcja: Skubas - No Bad Days – The Dumplings - produkcja: Bartosz Szczęsny - Safari – Pustki - produkcja: Pustki, Bartosz Dziedzic i Eddie Stevens - Tęczowa swasta – Maciej Maleńczuk i Psychodancing - produkcja: Maciej Muraszko          | [ 22 ]                         |
| Album roku elektronika i alternatywa         |                                | | |                                |
| 2016                                         | Smolik / Kev Fox               | Smolik i Kev Fox - produkcja: Andrzej Smolik | - Don’t Kiss and Tell – Bokka - produkcja: Bokka - Lovely Fear – Daniel Bloom - produkcja: Daniel Bloom - Matka i żony – Mikromusic - produkcja: Dawid Korbaczyński - Sea You Later – The Dumplings - produkcja: Kuba Karaś                                         | [ 23 ]                         |
| Album roku alternatywa                       |                                | | |                                |
| 2017                                         | Clashes                        | Brodka - produkcja: Noah Georgeson | - Drony – Fisz Emade Tworzywo - produkcja: Emade - Karabin – Maria Peszek - produkcja: Fox - Roma – Sorry Boys - produkcja: Marek Dziedzic - Syntonia – Łąki Łan - produkcja: Jarosław Jóźwik i Michał Chęć                                                         | [ 24 ]                         |
| 2018                                         | A kysz!                        | Daria Zawiałow - produkcja: Michał Kush | - 7 – Voo Voo - produkcja: Wojciech Waglewski i Emade - Tak mi się nie chce – Mikromusic - produkcja: Dawid Korbaczyński, Piotr Pluta i Łukasz Sobolak - Tu – Lemon - produkcja: Lemon - Zew – Mrozu - produkcja: Marcin Bors                                       | [ 25 ]                         |
| 2019                                         | Basta                          | Nosowska - produkcja: Fox | - Life on Planet B – Bokka - produkcja: Bokka i Daniel Walczak - Przewijanie na podglądzie – Król - produkcja: Błażej Król - Szatan na Kabatach – Arkadiusz Jakubik - produkcja: Kuba Galiński - Ślubu nie będzie – Marysia Starosta - produkcja: Sampler Orchestra | [ 26 ]                         |
| 2020                                         | Esja                           | Hania Rani | - Disarm – Mary Komasa - Młodość – Ralph Kaminski - Raut – Łąki Łan - The best of moje getto – Piernikowski | [ 27 ]                         |
| 2021                                         | Wake Me Up Before You Fuck Me  | Świetliki | - docusoap – Coals - Kattegat Sessions – Kasai - Kwiatostan – Błoto - Piano forte brutto netto – Pink Freud | [ 28 ]                         |
| 2022                                         | Ballady i protesty             | Fisz Emade Tworzywo | - Ave Maria – Maria Peszek - Inner Symphonies – Hania Rani i Dobrawa Czocher - Music for Film and Theatre – Hania Rani - Ślepota – Kuba Kawalec | [ 29 ]                         |
| 2023                                         | Sadza                          | Brodka | - B Flat A – Trupa Trupa - Blood Moon – Bokka - Mozaika – Pablopavo i Ludziki - Zeszyt pierwszy – Jakub Skorupa | [ 30 ]                         |
| 2024                                         | Gipsowy odlew falsyfikatu      | Lech Janerka | - Bokka Hits 10 – Bokka - Ghosts – Hania Rani - Heartcore – Spięty - Narkotyki – Jan Emil Młynarski | [ 31 ]                         |
| Album roku muzyka alternatywna               |                                | | |                                |
| 2025                                         | Wawa                           | Brodka | - Cudze rady psują mi życie – Bogdan Kondracki - Grzybnia – Błoto - Recut – Skalpel - Sanatorium – Coals - United Kingdom of Anxiety – Zamilska | [ 32 ]                         |

## Statystyki
| Liczba | Osoba/zespół        | Lata                   |
| ------ | ------------------- | ---------------------- |
| 4      | Nosowska            | 1996, 2000, 2008, 2019 |
| 3      | Brodka              | 2017, 2019, 2025       |
| 3      | Emade               | 2011, 2015, 2022       |
| 3      | Fisz                | 2011, 2015, 2022       |
| 3      | Fisz Emade Tworzywo | 2011, 2015, 2022       |
| 3      | Lech Janerka        | 2002, 2005, 2024       |
| 2      | Raz, Dwa, Trzy      | 1999, 2003             |
| 2      | Smolik              | 2011, 2016             |
| 2      | Tymon Tymański      | 1998, 2010             |

| Liczba | Osoba/zespół        | Lata                                     |
| ------ | ------------------- | ---------------------------------------- |
| 7      | Emade               | 2004, 2009, 2011, 2015, 2017, 2018, 2022 |
| 7      | Fisz                | 2004, 2005, 2009, 2011, 2015, 2017, 2022 |
| 7      | Pogodno             | 2001, 2002, 2003, 2004, 2008, 2011 (×2)  |
| 7      | Wojciech Waglewski  | 1998 (×2), 2003, 2006, 2009, 2011, 2018  |
| 6      | Nosowska            | 1996, 1998, 2000, 2008, 2012, 2019       |
| 5      | Fisz Emade Tworzywo | 2004, 2011, 2015, 2017, 2022             |
| 5      | Karim Martusewicz   | 2003, 2006, 2008, 2011, 2018             |
| 5      | Maciej Maleńczuk    | 1996, 1999, 2003, 2011, 2015             |
| 5      | Świetliki           | 1996, 2000, 2001, 2005, 2021             |
| 4      | Arkadiusz Kowalczyk | 1998, 2001 (×2), 2002                    |
| 4      | Bokka               | 2016, 2019, 2023, 2024                   |
| 4      | Hania Rani          | 2020, 2022 (×2), 2024                    |
| 4      | Jacek Lachowicz     | 1998, 2001 (×2), 2002                    |
| 4      | Maciej Cieślak      | 1998, 2001 (×2), 2002                    |
| 4      | Maria Peszek        | 2005, 2009, 2017, 2022                   |
| 4      | Tymon Tymański      | 1998, 1999, 2004, 2010                   |
| 4      | Voo Voo             | 2003, 2006, 2011, 2018                   |